# Каратасос, Цамис
Димитриос (Ца́мис) Карата́сос (греч. Δημήτριος ή Τσάμης Καρατάσος; 1798, Иматия — 1861, Белград) — участник греческого освободительного движения XIX века. Сын Анастасиоса Каратасоса.
Во время Греческой войны за независимость участвовал во многих сражениях вместе со своим отцом. Затем был адъютантом короля Оттона, наместником Аргоса. Возглавлял антитурецкие восстания в Македонии в 1841 и 1854 годах (см Греция в годы Крымской войны и Эпирское восстание 1854 года).
Будучи убеждённым сторонником греко-сербского союза во имя освобождения Балкан от турецкого владычества, на протяжении многих лет вёл неофициальные и полуофициальные переговоры с сербской общественностью. Наконец, был делегирован в Белград королём Оттоном для подготовки официального соглашения между двумя странами, но неожиданно умер во время заключительной стадии переговоров. Установлен памятник «Д.Тсам, Каратассос» в парке города Салоники.